# Harahan (Louisiane)
Harahan est une ville de la paroisse de Jefferson et une banlieue de la Nouvelle Orléans , dans le sud-est de l'État américain de Louisiane,. En 2020, elle compte une population de 9 116 habitants. 
La ville a été nommée en l'honneur de James Theodore Harahan (en), président de l'Illinois Central Railroad de 1906 à 1911. La voie de l'Illinois Central est parallèle à l'Airline Highway (en), autoroute reliant la Nouvelle Orleans à Baton Rouge. 

## Démographie
Lors du recensement de 2010, la ville comptait une population de 9 277 habitants, tandis qu'en 2020, elle s'élève à 9 116 habitants.